# Tucales franciscus
Tucales franciscus là một loài bọ cánh cứng trong họ Cerambycidae.